# Stefan Gumiński
Stefan Gumiński (ur. 18 listopada 1913 w Zalesiu k. Rzeszowa, zm. 22 maja 2005 we Wrocławiu) – polski botanik, fizjolog roślin.

## Życiorys
Syn Jana i Konstancji z Makomaskich. W 1933 rozpoczął studia na Uniwersytecie Poznańskim, ale po roku przeniósł się na Uniwersytet Jagielloński, gdzie w 1939 uzyskał tytuł magistra filozofii w dziedzinie biologii. W 1942 wstąpił w szeregi Armii Krajowej, dwa lata później udało mu się przedostać do Lublina, gdzie rozpoczął pracę asystenta w reaktywowanym Uniwersytecie Marii Curie-Skłodowskiej. W 1945 wyjechał do Poznania, gdzie kontynuował pracę naukowo-dydaktyczną na Uniwersytecie Poznańskim. W 1946 przedstawił na Wydziale Matematyczno-Przyrodniczym Uniwersytetu Jagiellońskiego pracę doktorską pt. "Stymulujące i trujące działanie kwasu humusowego na organizmy wyższe". Od 1948 był związany z Wrocławiem, gdzie wykładał na Uniwersytecie. W 1951 przestawił na Wydziale Nauk Przyrodniczych pracę habilitacyjną "Badania nad warunkami i mechanizmem działania próchnicy na organizm roślinny", a następnie został zaangażowany do tworzenia Katedry Fizjologii Roślin w nowo powstałej Wyższej Szkole Rolniczej. Stanął na jej czele jako zastępca profesora, w 1955 otrzymał etat docenta. Od 1956 równolegle kierował Katedrą Fizjologii Roślin na Uniwersytecie Wrocławskim, sytuacja taka trwała do 1964, gdy Stefan Gumiński zrezygnował z pracy w Wyższej Szkole Rolniczej. W 1975 uzyskał tytuł profesora nadzwyczajnego, zajmował wówczas stanowisko dyrektora Instytutu Botanicznego Uniwersytetu Wrocławskiego. W 1979 przeszedł w stan spoczynku.
W latach 1957–1961 był prezesem Klubu Inteligencji Katolickiej we Wrocławiu.
Żoną Stefana Gumińskiego była Zofia z Niklewskich Gumińska (1917-2006), oboje spoczywają na cmentarzu św. Wawrzyńca we Wrocławiu.

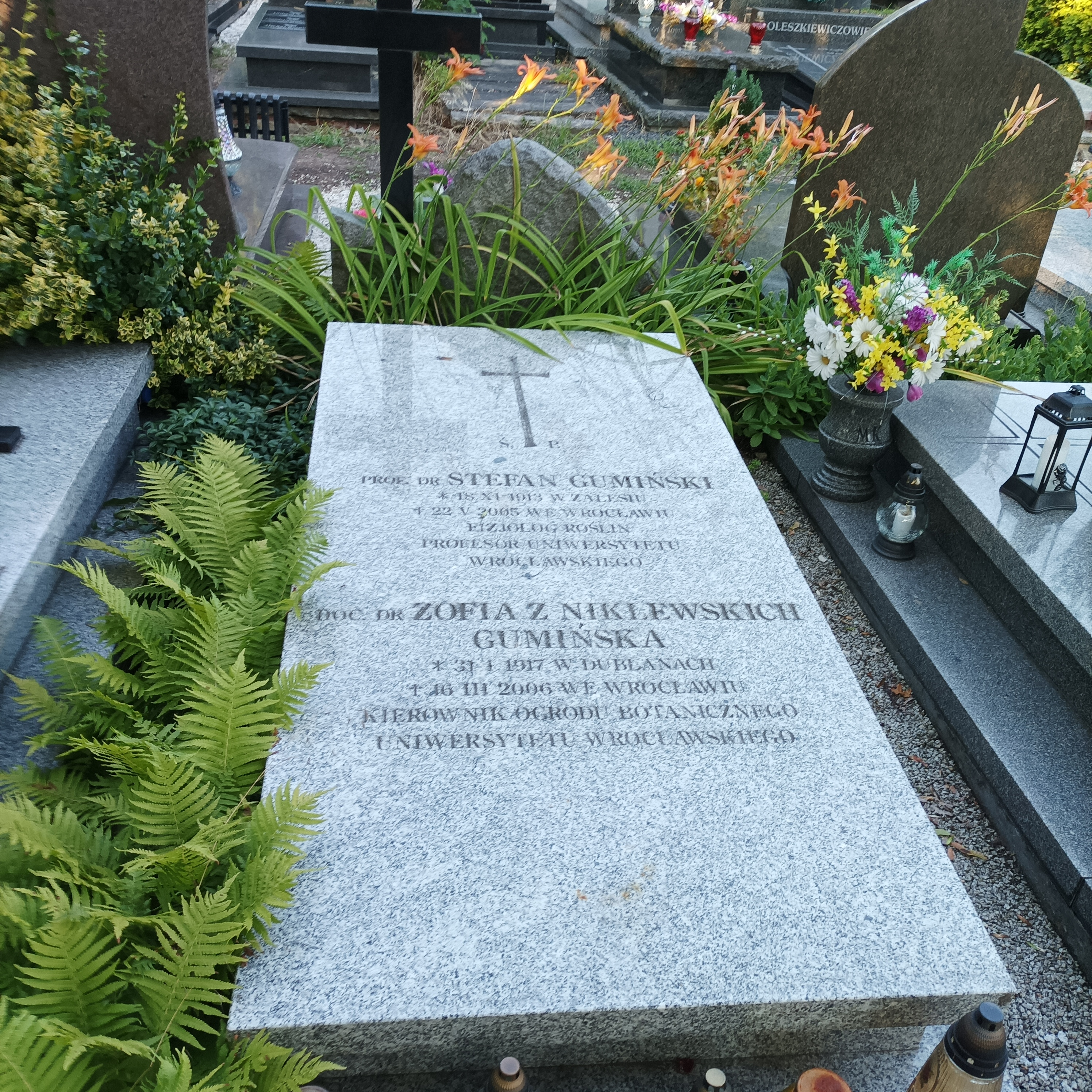
Grób Stefana i Zofii Gumińskich na cmentarzu św. Wawrzyńca we Wrocławiu

## Dorobek naukowy
Prof. Stefan Gumiński pozostawił wiele prac naukowych, publikacji i felietonów dotyczących fizjologii roślin. Jako jeden z pierwszych prowadził badania nad związkami humusowymi, ich strukturą i funkcją fizjologiczną oraz ich właściwościami fizykochemicznymi. Ustalił warunki w których występuje lub zanika wpływ próchnicy na rośliny, dzięki badaniom wyjaśnił mechanizm działania związków próchniczych. 

## Członkostwo
- Polskie Towarzystwo Botaniczne (od 1945, członek Zarządu Głównego, w latach 1952-1954 i 1962-1963 przewodniczący oddziału wrocławskiego);
- Polskie Towarzystwo Biochemiczne;
- Wrocławskie Towarzystwo Naukowe;

## Najważniejsze publikacje (monografie)[3]
- Oddychanie roślin  (1972);
- Fizjologia glonów i sinic (1990);
- Próchnicowa uprawa hydroponiczna roślin (wraz z Zofią Gumińską, 1977);
- Ogólna fizjologia roślin (wraz z Józefem Dudą, 1955).